# Losecaat Vermeer
Losecaat Vermeer is een Nederlands patriciërsgeslacht.

## Geschiedenis
De geschiedenis van het geslacht gaat terug tot de zestiende eeuw en het behoort tot het Nederlandse patriciaat. De oudst bekende voorvader van deze familie is Cornelis Gijsbert Vermeer (1593-1656). Zijn nakomelingen traden onder meer op als kooplieden, militairen en politici.
Isaäcus Weijer Vermeer (1785-1851), zoon van de predikant Leonard Hendrik Vermeer (1753-1794) en Willemina van den Bergh (1748-1810), promoveerde in 1805 in Leiden, huwde te Breda op 15 augustus 1811 met zijn eerste vrouw Geertruida Helena Losecaat (1779-1847). Hij was in 1825 voor korte tijd burgemeester van Ubbergen. Deze Mr. Isaak Weijer Vermeer verkreeg naamswijziging in Losecaat Vermeer 'zoo voor zich, als zijne wettige descendenten' bij Koninklijk Besluit van 19-08-1846 N° 71 en werd daarmee de stamvader van de familie Losecaat Vermeer. Zijn afstammelingen kozen onder meer voor een juridische loopbaan. 
De genealogie van de familie is opgenomen in het Nederland's Patriciaat, ook wel het Blauwe Boekje genoemd, in de elfde jaargang (1920).

## Wapen
Het wapen van het geslacht Losecaat Vermeer is als volgt: het wapenschild is gevierendeeld met in de delen een en vier het wapen van de Betuwse Vermeers en in de delen twee en drie het wapen van de Losecaats. Het wapen van Vermeer bestaat uit in zilver een dubbelkoppige zwarte adelaar, rood getongd, goud gesnaveld en gepoot. Het wapen van Losecaat is in goud een links geopende halve maan, gaande over een golvende dwarsbalk, alles blauw.

## Bekende telgen
- Jan Vermeer (1736-1753), militair;
- Leonard Hendrik Willem Losecaat Vermeer (1812-1884), advocaat, kantonrechter en substituut-griffier bij de Nijmeegse rechtbank;
- Leonard Dirk Willem Losecaat Vermeer (1853-?), griffier en kantonrechter;
- Pieter Losecaat Vermeer (1888-1956), rechtsgeleerde, hoogleraar en rechter.